# Bruguiera hainesii
Bruguiera hainesii är en tvåhjärtbladig växtart som beskrevs av C. G. Rogers. Bruguiera hainesii ingår i släktet Bruguiera, och familjen Rhizophoraceae. Inga underarter finns listade i Catalogue of Life.